# Џејкоб Елорди
Џејкоб Натанијел Елорди (енгл. Jacob Nathaniel Elordi; Бризбејн, 26. јун 1997) аустралијски је глумац. Познат је по својим улогама у филму Штанд за пољупце и серији Еуфорија.

## Детињство и младост
Елорди је рођен у Бризбејну 26. јуна 1997. у породици Џона и Мелисе Елорди. Баскијског је порекла. Има три старије сестре. Похађао је средњу школу на колеџу Стент Кевин у Мелбурну, а касније и колеџ Нуџи у Бризбејну.

## Каријера
Елордијево прво искуство на холивудском филмском сету било је у филму Пирати са Кариба: Салазарова освета. Његова прва глумачка улога била је у аустралијском филму  2018. године, играјући улогу Рустера. Елорди је стекао славу глумећи Ноа Флина у љубавно-хумористичком филму Netflix-а, Штанд за пољупце, чија је премијера била у мају 2018. године. Поновио је улогу у наставку, Штанд за пољупце 2, који је снимљен средином 2019. у Кејптауну и објављен у јулу. 2020. године. Глумио је и у трећем филму серије, Штанд за пољупце 3, који је објављен на Netflix-у 11. августа 2021. године.
Године 2019. Елорди је глумио у хорор филму The Mortuary Collection и почео да игра Нејта Џејкобса у телевизијској серији HBO-а, Еуфорија.

## Филмографија

### Филм
| Година | Српски назив                        | Изворни назив | Улога                     | Напомене                       |
| ------ | ----------------------------------- | ------------- | ------------------------- | ------------------------------ |
| 2015.  |                                     |               | Лијам                     | кратки филм                    |
| 2016.  |                                     |               | Макс                      | кратки филм; такође сценариста |
| 2017.  | Пирати са Кариба: Салазарова освета |               | Сент Мартинс Марин        | непотписан                     |
| 2018.  | Штанд за пољупце                    |               | Ноа Флин                  |                                |
| 2018.  |                                     |               | Рустер                    |                                |
| 2019.  |                                     |               | муж                       | кратки видео                   |
| 2019.  |                                     |               | Џејк                      |                                |
| 2020.  | Штанд за пољупце 2                  |               | Ноа Флин                  |                                |
| 2020.  |                                     |               | Крис                      |                                |
| 2020.  |                                     |               | Чејс Хоган                |                                |
| 2021.  | Штанд за пољупце 3                  |               | Ноа Флин                  |                                |
| 2022.  |                                     |               | Ричард                    |                                |
| 2023.  | Солтберн                            |               | Феликс Катон              |                                |
| 2025.  | Франкенштајн                        |               | Франкенштајново чудовиште |                                |
| 2026.  | Оркански висови                     |               | Хитклиф                   |                                |

### Телевизија
| Година     | Српски назив | Изворни назив | Улога        | Напомене     |
| ---------- | ------------ | ------------- | ------------ | ------------ |
| 2019.      |              |               | Лукас Џексон |              |
| 2019—данас | Еуфорија     |               | Нејт Џејкобс | главна улога |